# 娘 (映画)
『娘』（Dcera）は、ダリア カスチエヴァ監督による2019年のチェコの短編アニメ映画である。アヌシー国際アニメーション映画祭学生部門のクリスタル賞や学生アカデミー賞を獲得した。また第92回アカデミー賞短編アニメ賞にノミネートされた。
日本では2020年のショートショートフィルムフェスティバル&アジアで公開された。そのほかにも第15回札幌国際短編映画祭では『娘と小鳥』、第18回広島国際アニメーションフェスティバルでは『ドーター』という日本語題で公開された。

## プロット
この映画は台詞無しで進行し、若い女性とその父親の複雑な関係が描かれる。

## 背景
『娘』は心理学、人間関係、そして幼少期の経験がもたらす永続的な影響に対する長年の関心から生まれた作品である。

## 受賞とノミネート
| 年   | 映画祭・賞                             | 部門                                  | 結果       | 参照          |
| ---- | -------------------------------------- | ------------------------------------- | ---------- | ------------- |
| 2019 | 学生アカデミー賞                       | 国際映画学校: アニメーション賞        | 受賞       | [ 10 ]        |
| 2019 | アヌシー国際アニメーション映画祭       | クリスタル賞 (学生部門)               | 受賞       | [ 11 ]        |
| 2019 | アヌシー国際アニメーション映画祭       | ジュニア審査員賞 (学生部門)           | 受賞       | [ 11 ]        |
| 2019 | ファントーシュ国際アニメーション映画祭 | 作品賞                                | 受賞       | [ 12 ]        |
| 2019 | メルボルン国際映画祭                   | シティ・ポスト賞 (短編アニメ映画部門) | 受賞       | [ 13 ]        |
| 2020 | サンダンス映画祭                       | 審査員賞 (短編映画部門)               | 受賞       | [ 14 ]        |
| 2020 | チェコ・ライオン賞                     | 学生映画賞                            | 受賞       | [ 15 ]        |
| 2020 | アカデミー賞                           | 短編アニメ賞                          | ノミネート | [ 16 ] [ 17 ] |